# 278986 Chenshuchu
278986 Chenshuchu è un asteroide della fascia principale. Scoperto nel 2008, presenta un'orbita caratterizzata da un semiasse maggiore pari a 2,8914698 UA e da un'eccentricità di 0,0736694, inclinata di 3,07192° rispetto all'eclittica.
L'asteroide è dedicato alla filantropa taiwanese Chen Shu-chu.